# 1049
1049 (MXLIX) var ett normalår som började en söndag i den julianska kalendern.

## Händelser

### Februari
- 12 februari – Sedan Damasus II har avlidit ett halvår tidigare väljs Bruno av Eguisheim-Dagsbourg till påve och tar namnet Leo IX.

### Okänt datum
- Påven tvingar, med hot om bannlysning, Gunhild Anundsdotter och Sven Estridsson att skiljas eftersom de är kusiner.

## Födda
- Rhiryd ap Bleddyn, walesisk kung.

## Avlidna
- 13 januari – Dirk IV, greve av Holland.
- Eustace I, greve av Boulogne.